# Linia kolejowa Jaszczów – LW Bogdanka
Linia kolejowa Jaszczów – LW Bogdanka – linia kolejowa łącząca stację kolejową w Jaszczowie z kopalnią węgla kamiennego Bogdanka. Zarządcą i przewoźnikiem na linii jest spółka Lubelski Węgiel Bogdanka.

## Historia
Linia została wybudowana w latach 70. XX wieku wraz z powstaniem Lubelskiego Zagłębia Węglowego. Prowadzony jest na niej wyłącznie ruch towarowy - przewozy węgla kamiennego z kopalni LW Bogdanka do punktu zdawczo-odbiorczego na stacji Jaszczów.

## Charakterystyka
Jest to linia jednotorowa, niezelektryfikowana. Poprowadzona jest po terenach rolniczych z rozproszoną zabudową.
Przebiega przez: pola, pastwiska, tereny leśne, tereny bagienne i tereny dolin rzek. Parametrami konstrukcyjnymi nawierzchni klasyfikuje się jako linia drugorzędna. Jest przystosowana do kursowania pociągów towarowych o długości 120 osi lub 600 metrów.
Linia została zaprojektowana dla ruchu odbywającego się z prędkością maksymalną 70 km/h. Przejazdy pociągów towarowych odbywają się jednak po torach z prędkością 60 km/h. Dopuszczalny nacisk osi na szynę wynosi 22,5 tony.

## Przewozy
Ruch kolejowy na linii jest prowadzony całodobowo. Jedynym operatorem jest spółka Lubelski Węgiel Bogdanka. Jako pojazdy trakcyjne wykorzystywane są na niej spalinowe lokomotywy manewrowe S200. Stacjonują one w lokomotywowni w Zawadowie. Po linii jeżdżą pociągi towarowe złożone z węglarek serii Eaos i Eacs.